# Fan the Fire
Fan the Fire (Aumenta o Fogo) é um álbum de estúdio de Nívea Soares, sendo o terceiro disco de sua carreira e o primeiro em inglês. Nesta obra, a cantora trouxe algumas das principais canções dos dois álbuns anteriores, incluindo duas inéditas: "Fan the Fire" e "No Other God Like You". O disco demorou cinco meses para ser finalizado, e recebeu comentários positivos da crítica especializada.

## Faixas
| Nº | Musica                    | Duração |
| -- | ------------------------- | ------- |
| 01 | The One Who Is            | 5:32    |
| 02 | Time to Worship           | 6:01    |
| 03 | Every Day More and More   | 4:29    |
| 04 | Fall In Love with You     | 5:59    |
| 05 | Fan the Fire              | 5:09    |
| 06 | Pour Out                  | 7:59    |
| 07 | Fill Me Up Oh Lord        | 7:00    |
| 08 | No Other God Like You     | 5:14    |
| 09 | Reign Over Me             | 6:31    |
| 10 | I've Found in You a Place | 6:34    |
| 11 | Love You                  | 6:00    |
| 12 | He Will Come              | 5:52    |

## Músicas nos CDs em português
Reina Sobre Mim (2003)
- "Time To Worship" ("Tempo de Adorar")
- "Reign Over Me" ("Reina Sobre Mim")
- "I've Found in You a Place" ("Lugar Em Ti")
- "He Will Come" ("Ele Vem")

Enche-me de Ti (2004)
- "The One Who Is" ("Aquele que É")
- "Every Day More and More" ("Cada Dia Mais e Mais")
- "Fall In Love with You" ("Apaixonado por Ti")
- "Pour Out" ("Me Esvaziar")
- "Fill Me Up Oh Lord" ("Enche-Me de Ti")
- "Love You" ("Te Amar")

Rio (2007)
- "Fan the Fire" ("Aumenta o Fogo")
- "No Other God Like You" ("Nenhum Deus Como Tu")